# Plagiolepis schmitzi
Plagiolepis schmitzi é uma espécie de formiga do gênero Plagiolepis, pertencente à subfamília Formicinae.